# قهرمان پیشین
قهرمان پیشین (انگلیسی: Once a Hero) یک فیلم کوتاه کمدی به کارگردانی راسکو آرباکل است که در سال ۱۹۳۱ منتشر شد.

## گزیدهٔ بازیگران
- امرسون تریسی
- بتی گریبل